# Записки Чина св. Василія Великого
«Запи́ски Чи́на св. Васи́лія Вели́кого» (лат. «Analecta Ordinis S. Basilii Magni», скорочено: Запи́ски ЧСВВ, «ЗЧСВВ», Analecta OSBM, «AOSBM») — неперіодичне наукове видання Чину св. Василія Великого.

## Історія видання

### Перша серія «ЗЧСВВ». Львів-Жовква
Виходило в 1924—1939 роках. Підготовку й редагування координували у монастирі св. Онуфрія у Львові, друкували у василіянській друкарні у м. Жовква (нині Львівська область). Редактори — о. Йосафат Іван Скрутень і о. Роман Степан Лукань. Публікували історично вартісні давні документи й інші рукописні матеріали, що зберігалися у василіянських бібліотеках і архівах, дотичні до історії василіян матеріали з інших джерел; оригінальні наукові праці тогочасних авторів, актуальні статті, що опосередковано стосувалися ЧСВВ, історії Української Церкви; рецензії на публікації василіян, бібліографічні огляди.
Відділи: «Статті», «Матеріали», «Різне», «Бібліографія». Щороку планували видавати 4 випуски, що формували б один том (1925 вийшли випуски 2–3 т. 1, 1926 — випуск 1 т. 2, 1927 — випуск 2 т. 2, випуск 4 т. 1, 1932 — випуск 1 т. 3, 1936 — вип. 1 т. 4). 1600-літтю від дня народження святого Василія присвячений випуск 2 т. 4; матеріали т. 5 — 50-річчю Добромильської реформи галицьких василіян. Вихід випусків сповільнювали об'єктивні причини, остаточною перепоною стало зайняття Львова радянськими військами 1939 й вимушена еміграція о. Йосафата Скрутня. Після відступу зі Львова Червоної Армії о. Романові Луканеві вдалося реконструювати 5-й том і випустити 1941 із зазначенням «1932—1941». Як 5-й (11-й) т. 2-ї секції з позначенням «1942 Львів—Рим 1967» з'явився 1967 збірник з окремих матеріалів, які готували для довоєнних 4–6 томів.

### Друга серія «ЗЧСВВ». Рим
Видання «Записок Чина св. Василія Великого» поновлене 1949 в Римі (Італія) як друга серія за редакцією отців Атанасія Великого та Іринея Назарка.
Впродовж 1949—2018 років вийшло 72 томи у 2-х секціях:
1) монографії — 57 томів (останній — у 2018 році);
2) звіти, розвідки, огляди, біографічні та бібліографічні матеріали з історії та діяльності ЧСВВ — 16 томів (останній — у 2024 році з нагоди 250-ліття коронації Почаївської ікони Богоматері (1773-2023).

### Документи Римських і Ватиканських архівів
У 3-й секції протягом 1949—1981 опубліковано 55 томів збірок документів та матеріалів архівів Ватикану, в яких висвітлюється історія України:
- «Documenta Pontificum Romanorum Historiam Ucrainae illustrantia» (Документи римських архієреїв, які висвітлюють історію України: в 2-х т. Рим, 1953—1954),
- «Audientiae Sanctissimi de Rebus Ucrainae et Bielarusiae» (Рішення папські в часи аудієнції в справах України і Білорусі: в 2-х т. Рим, 1963—1964),
- «Supplicationes Ecclesiae Sanctissimi de Rebus Ucrainae et Bielarusiae» (Прохання з'єднаної Церкви України та Білорусі: в 3-х т. Рим, 1960—1965),
- «Віо- et Hagiographica: S.Josaphat Hieromartur. Documenta Romana Beatificationis et Canonizationis» (Святий священномученик Йосафат. Документи беатифікації та канонізації: в 3-х т. Рим, 1952—1967),
- «Acta S.Congregationis de Propaganda Fide Ecclesiam Catholicam Ucrainae et Bielarusiae spectantia» (Акти священної Конгрегації поширення віри, які належать католицькій Церкві в Україні та Білорусі: в 5-ти т. Рим, 1953—1955),
- «Litterae S.Congregationis de Propaganda Fide Ecclesiam Catholicam Ucrainae et Bielarusiae spectantes» (Листи священної Конгрегації поширення віри, які належать католицькій Церкві в Україні та Білорусі: в 7-ми т. Рим, 1954—1957),
- «Congregationes Particulares Ecclesiam Catholicam Ucrainae et Bielarusiae spectantes» (Окремі конгрегації католицької Церкви в Україні та Білорусі: в 2-х т. Рим, 1956—1957),
- «Documenta Unionis Berestensis eiusque Auctorum (1590—1600)» (Документи Берестейської унії та її авторів (1590—1600). Рим, 1970),
- «Epistolae Metropolitarum Kioviensium Catholicorum» (Листи київських католицьких митрополитів: в 9-ти т. Рим, 1956—1980),
- «Litterae Episcoporum Historiam Ucrainae illustrantia» (Листи єпископів, що висвітлюють історію України: в 5-ти т. Рим, 1972—1981),
- «Litterae Nuntiorum Apostolicorum Historiam Ucrainae illustrantia» (Листи апостольських нунціїв, що висвітлюють історію України: в 14-ти т. Рим, 1959—1977),
- «Litterae Basilianorum in terris Ucrainae et Bielarussiae» (Листи василіан з України та Білорусі: в 2-х т. Рим, 1979).

У 3-й секції 2-ї серії опубліковано близько 20 тисяч документів, які хронологічно охоплюють XVI—XIX століття.

### Співпрацівники
У другій серії «ЗЧСВВ» публікували свої розвідки та монографії отці Олександр Баран, Михайло Ваврик, Мелетій Войнар, Родіон Головацький, Гліб Кінах, Богдан Курилас, Мирослав Марусин, Ісидор Нагаєвський, Ісидор Патрило, Атанасій Пекар, Мелетій Соловій, Іван Хома, Порфирій Підручний, а також Любомир Винар, Олександр Оглоблин, Наталя Полонська-Василенко, Леонід Соневицький, Вадим Щербаківський та інші українські історики.